# Žiganci
Žiganci (makedonsky: Жиганци) je vesnice v Severní Makedonii. Nachází se v opštině Češinovo-Obleševo ve Východním regionu.

## Geografie
Vesnice se nachází v údolí Kočanska kotlina, západně od města Kočani. Leží v nadmořské výšce 323 metrů.

## Demografie
Podle sčítání lidu z roku 2002 žije ve vesnici 362 obyvatel. Všichni se hlásí k makedonské národnosti.
| Rok          | 1900 | 1905 | 1948 | 1953 | 1961 | 1971 | 1981 | 1991 | 1994 | 2002 |
| ------------ | ---- | ---- | ---- | ---- | ---- | ---- | ---- | ---- | ---- | ---- |
| Obyvatelstvo | 156  | 314  | 430  | 502  | 579  | 556  | 501  | 451  | 378  | 362  |